# Чау, Эдвард
Э́двард Ча́у (иер. 周嘉賢, кант.-рус. Ча́у Каи́нь, кит.-рус. Чжо́у Цзяся́нь; англ. Edward Chow; род. 3 сентября 1987) — гонконгский фигурист, выступавший в одиночном катании. Трёхкратный чемпион Гонконга (2003, 2005, 2006) и участник чемпионата мира (2005—2007).
Начал заниматься фигурным катанием в 1998 году. В течение карьеры тренировался в родном Гонконге, а также в Ковентри (Великобритания). Его наставниками были Ван Шубэнь, Пейдж Эйстроп и Юрий Бурейко. Над хореографией и постановкой программ работал с Кэролайн Мейсс и Стивеном Казинсом. В свободное от катания время любил смотреть фильмы.
В 2002—2004 годах выступал в юниорской серии Гран-при и юниорском чемпионате мира. Лучший результат показал на этапе Гран-при в Китае, финишировав на шестнадцатом месте. Во взрослом катании был двадцать третьим в рамках чемпионата четырёх континентов 2005 года. В следующем сезоне на чемпионате мира набрал рекордные для себя баллы за прокат произвольной программы, — 63,58 — продемонстрировав владение тройными сальховом и тулупом. В общей сложности три раза участвовал в чемпионате мира, трижды становился победителем чемпионата Гонконга, а в 2004 году завоевал серебро национального первенства.
После завершения соревновательной карьеры выступал в роли судьи национальных и международных турниров по фигурному катанию. Работал на чемпионатах Гонконга, юниорских Гран-при, Универсиаде и Азиатских играх.

## Результаты
| Соревнования                | 02/03         | 03/04         | 04/05         | 05/06         | 06/07         |
| Международные               | Международные | Международные | Международные | Международные | Международные |
| --------------------------- | ------------- | ------------- | ------------- | ------------- | ------------- |
| Чемпионат мира              |               |               | 44            | 39            | 40            |
| Четыре континента           |               |               | 23            |               |               |
| Международные среди юниоров |               |               |               |               |               |
| Чемпионат мира              | 37            | 43            |               |               |               |
| Гран-при Польши             |               | 23            |               |               |               |
| Гран-при Хорватии           |               | 19            |               |               |               |
| Гран-при Канады             | 17            |               |               |               |               |
| Гран-при Китая              | 16            |               |               |               |               |
| Национальные                |               |               |               |               |               |
| Чемпионат Гонконга          | 1             | 2             | 1             | 1             |               |